# Pereskia bahiensis
Pereskia bahiensis är en kaktusväxtart som beskrevs av Robert Louis August Maximilian Gürke. Pereskia bahiensis ingår i släktet trädkaktusar, och familjen kaktusväxter. Inga underarter finns listade i Catalogue of Life.